# Chesed
Chesed, Misericórdia. (Gedulah; Em hebraico, חסד: Cheth, Samech, Daleth.) é a quarta sephirah da Árvore da Vida cabalística. Na Árvore, sua localização é no centro do pilar da misericórdia, logo acima de Netzach e abaixo de Chokhmah, sendo o lado negativo de Geburah. Sua imagem mágica é de um rei sentado em seu trono, portando um cajado. Esse é o contraste negativo de Geburah, que é um rei em guerra, enquanto Chesed é um rei comandando um reino pacífico. Chesed é a primeira manifestação da Árvore como Microprosopos, ou seja, como Universo manifesto. Dentro da magia, quando o Adepto Iniciado transcende pela esfera de Chesed, ele passa a ser reconhecido como Adeptus Exemptus, 7º=4º. Seu texto yetzirático é: "O Quarto Caminho chama-se Inteligência Coesiva ou Receptiva, porque contém todos os Poderes Sagrados, dele emanando as virtudes espirituais com as suas essências mais requintadas. Tais poderes emanam uns dos outros por virtude da Emanação Primordial, a Coroa Mais Elevada, Kether". Sua virtude é a obediência, e seu vício pode ser a gula, o fanatismo, a hipocrisia e a tirania. O Arcanjo governante dessa esfera é o Arcanjo Tzadkiel. Seu coro angélico são os Chasmalim. A experiência espiritual atribuída a essa sephirah é a visão do amor.